# 犀川橋 (長野県)
犀川橋（さいがわばし）は、長野県の犀川に架かる安曇野市明科中川手と明科七貴を結ぶ長野県道51号大町明科線の橋である。

## 概要
松本市・長野市に通じる犀川右岸と、安曇野市・大町市方面に通じる左岸とを連絡する橋として重要な位置を占める。明科より下流の犀川では、左岸は山岳地帯となる。このため、この地点は、松本盆地内の犀川下流部で渡るのに適している。

## 橋梁以前・橋梁の歴史
- 近世までは、犀川を渡るには筑摩郡の塔の原から、安曇郡の下押野へ、現在の犀川橋付近を渡し船で渡った[1]。藩政時代には、下押野には川口筏番所が置かれ、時により荷物改めをした[1]。増水時には川を渡ることができなかった。梓川が増水した際には、松本 - 大町間の往来がはるかに遠まわりの雑炊橋まで迂回した記録がある[2]。

- 1902年（明治35年） - 初めて架橋される。長さ220間（360 メートル）、幅2間（3.6メートル）の木橋で、県費支出により造られた[1]
- 1936年（昭和11年） - 5つのアーチで構成された幅員5.5メートルの鋼鉄製。犀川右岸から南北安曇に通じる橋として大いに活用された。しかし、車両の増加により、狭隘なことと14トンの重量制限がネックになる[1]
- 1971年（昭和46年） - 歩行者の安全確保のため、幅員1.4メートルの歩道橋を南側に取りつける[1]
- 1973年（昭和48年） - 明科町・池田町・穂高町などが、犀川橋改修期成同盟会を結成[1]
- 1974年（昭和49年） - 調査費が予算化され、橋脚下部調査のボーリングが行われたが、用地買収などに手間取る[1]
- 1980年（昭和55年） - 全長360メートル、両側に幅員2.5メートルずつの歩道を持つ幅員12.5 ｍの橋が完成[1]